# Монастырские сады (Ротенбург-об-дер-Таубер)
Монастырские сады — территория травяного сада вблизи бывшего Доминиканского монастыря в городе Ротенбург-об-дер-Таубере в Германии. Монастырские сады обычно открыты для посетителей с апреля по октябрь с 8 утра по 19 часов вечера, хотя это расписание может меняться. Монастырские сады расположены по адресу: Klosterhof 5.

## История
Территория, на которой расположены Монастырские сады Ротенбург-об-дер-Таубере примыкает к территории бывшего Доминиканского монастыря, на территории которого расположен Музей Ротенбургского имперского города. Монастырский сад окружают старые городские стены. Существуют предположения, что сестры, жившие в Доминиканском монастыре, выращивали травяной сад, следуя традициям Гильдегарда фон Бингена (нем. Hildegard von Bingen). Монахини, в задачи которых входило продумывание травяных лекарств в старину, и поиск дезинфицирующих средств, для того, чтобы скрыть вкус гнилой пищи, ухаживали за этими травяными садами и следили за состоянием территории. Теперь в саду растёт лаванда, можжевельник, розмарин, хмель.

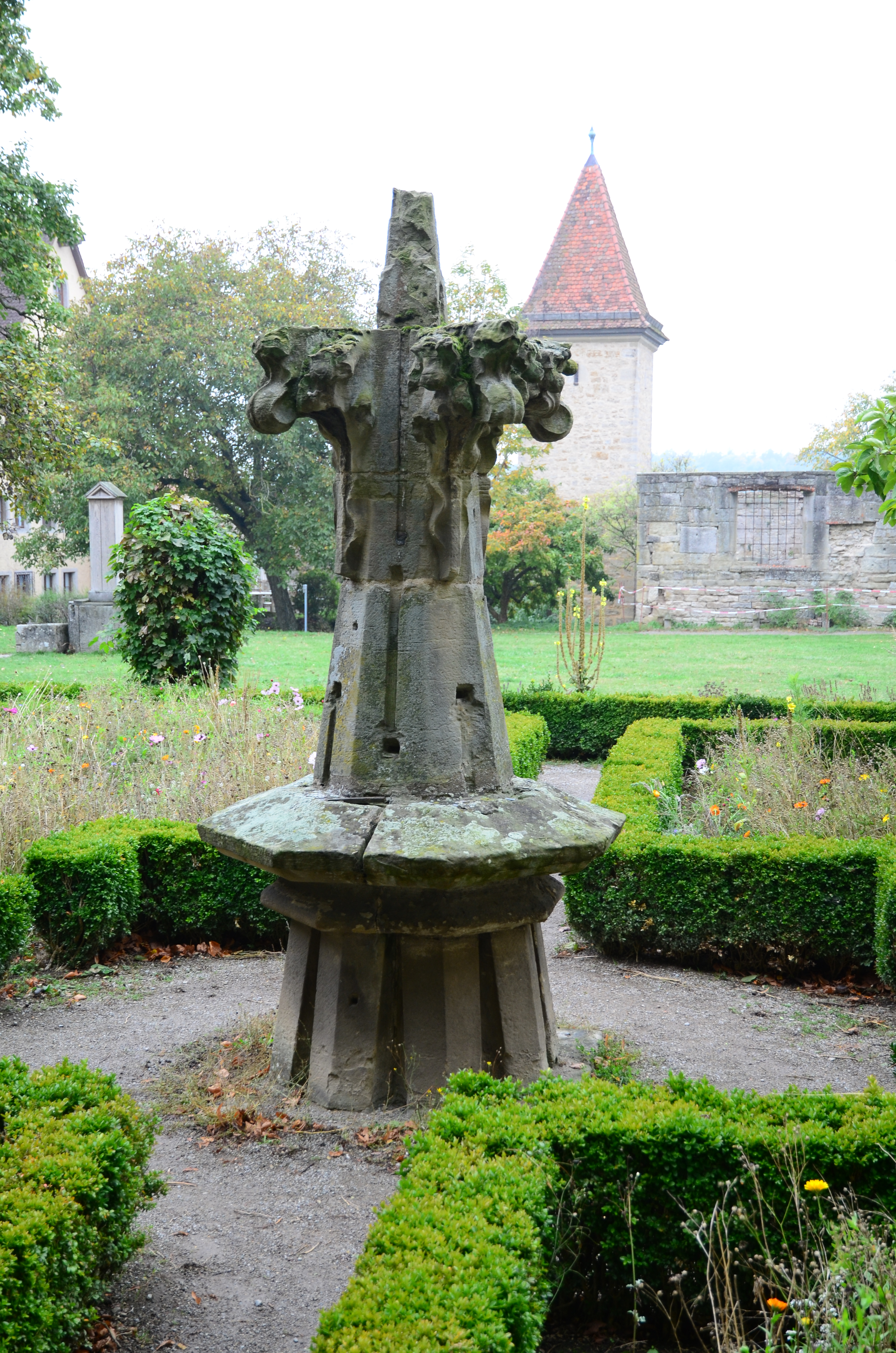
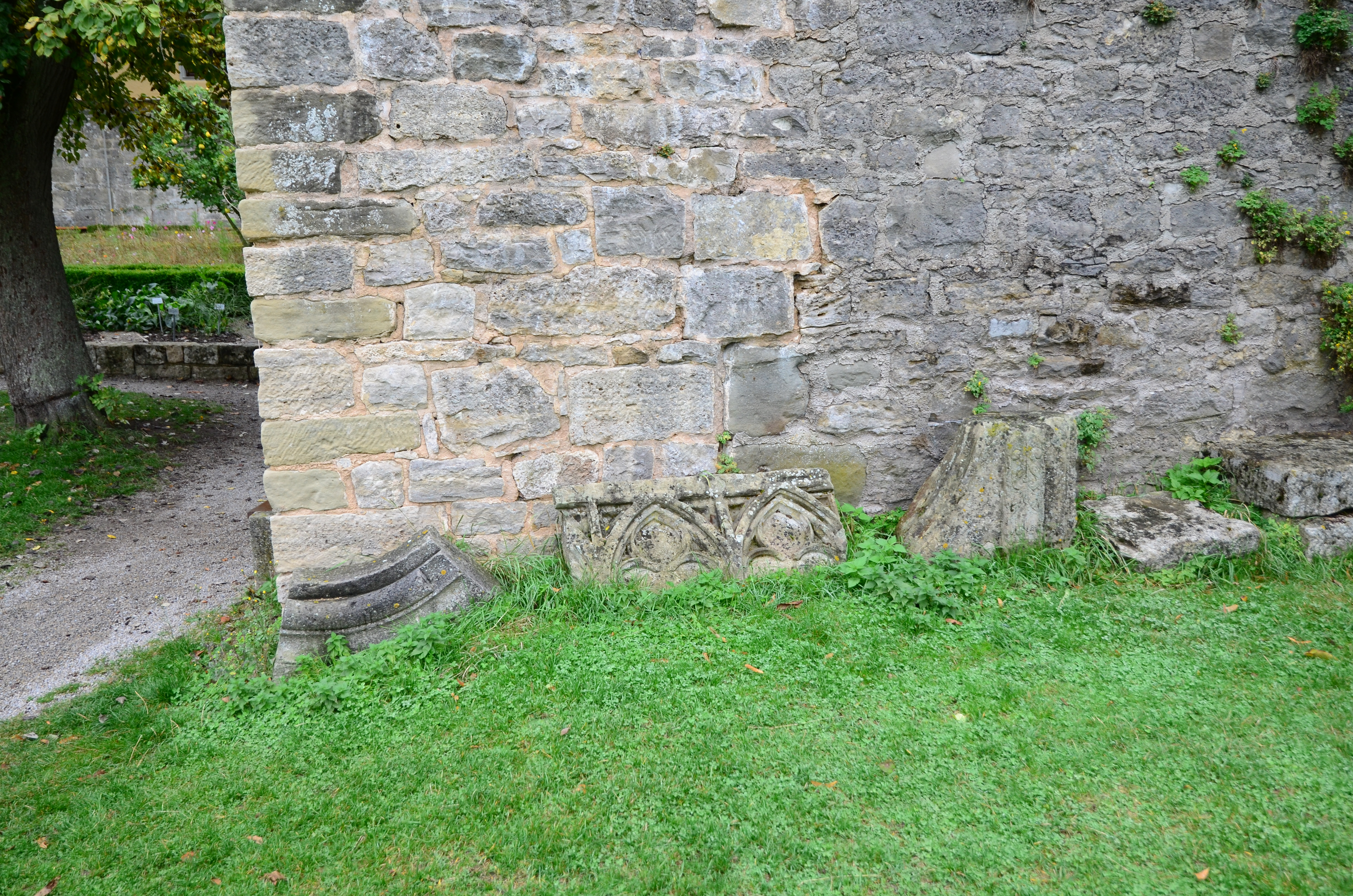
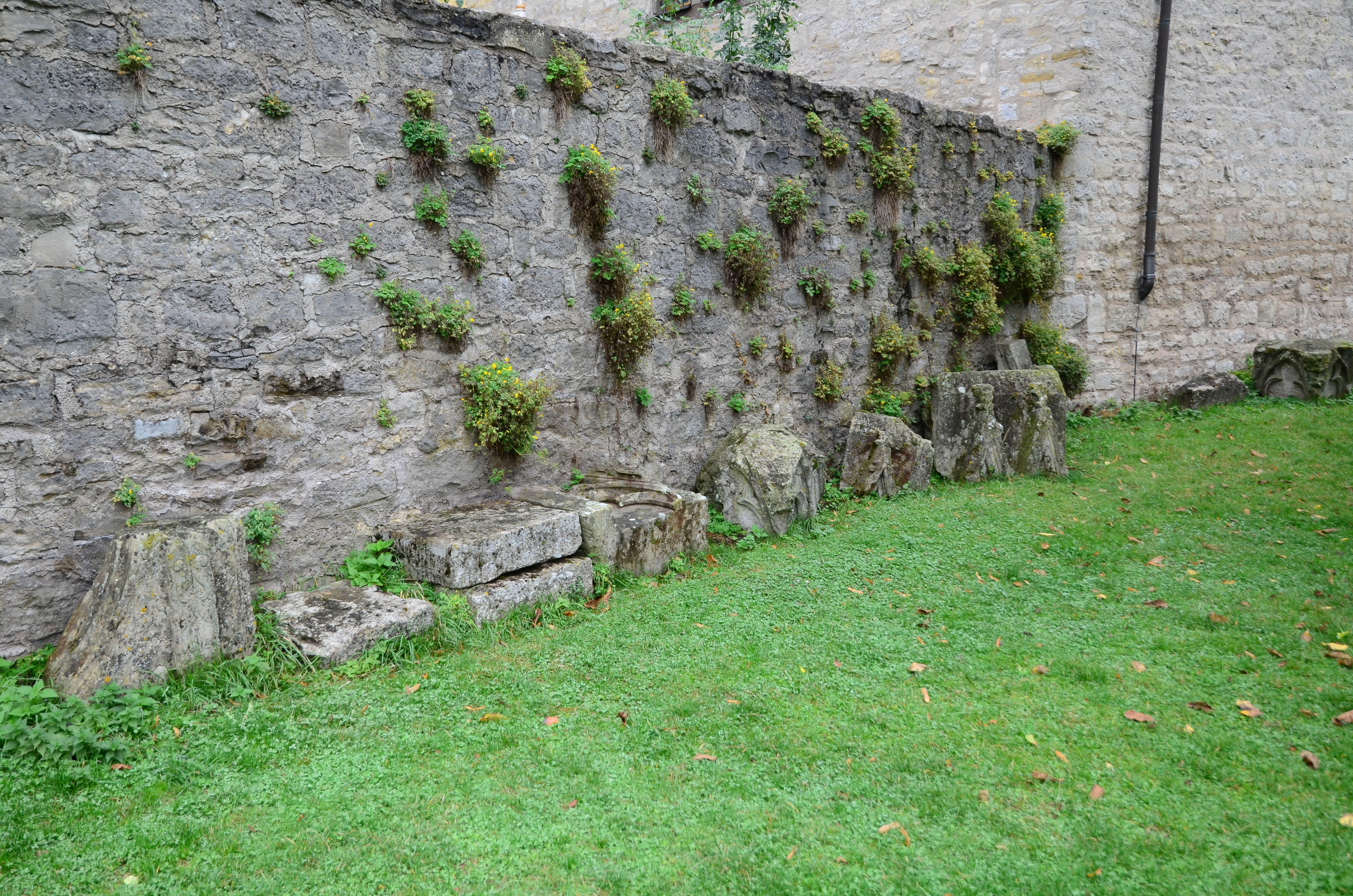
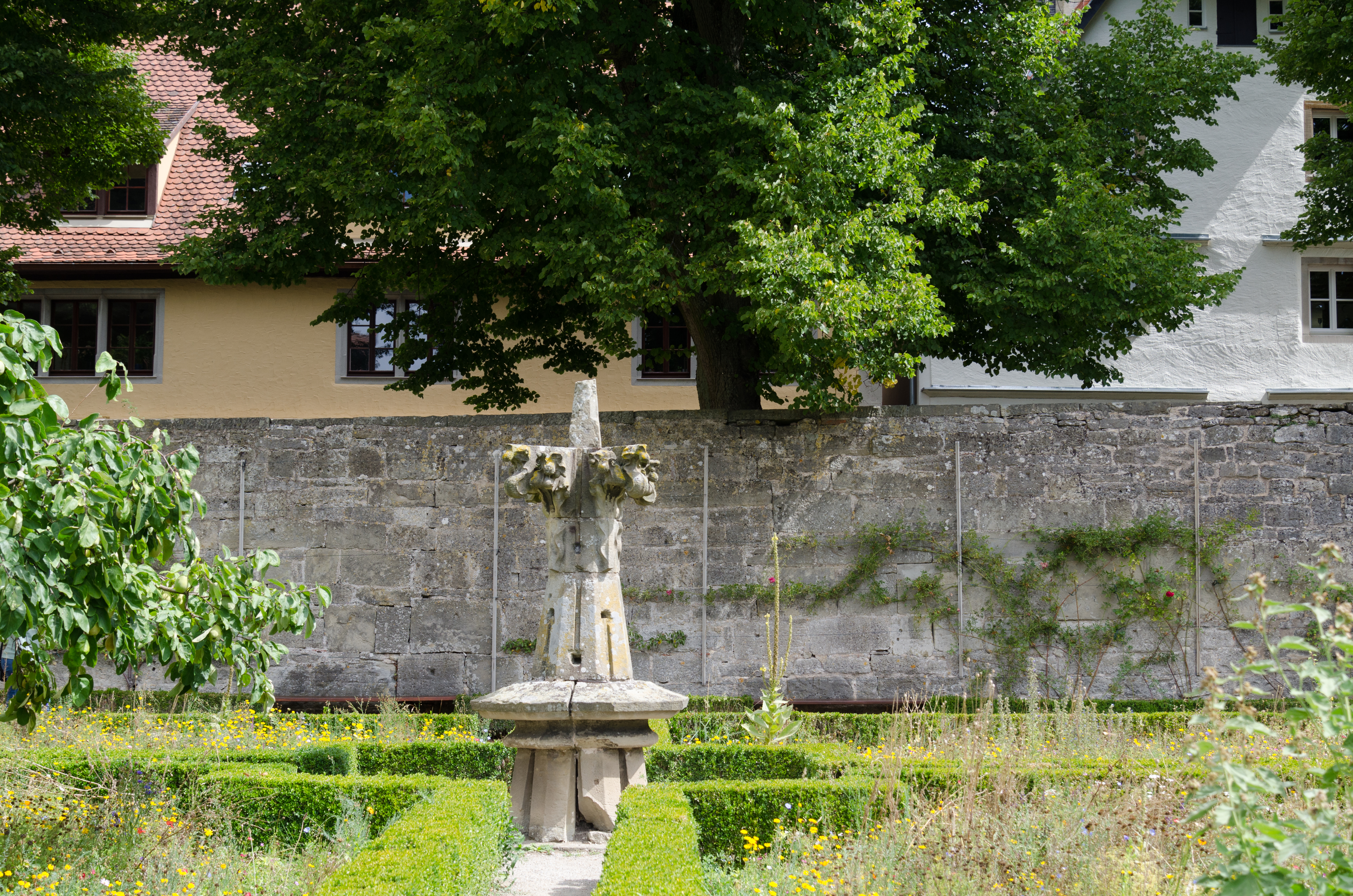
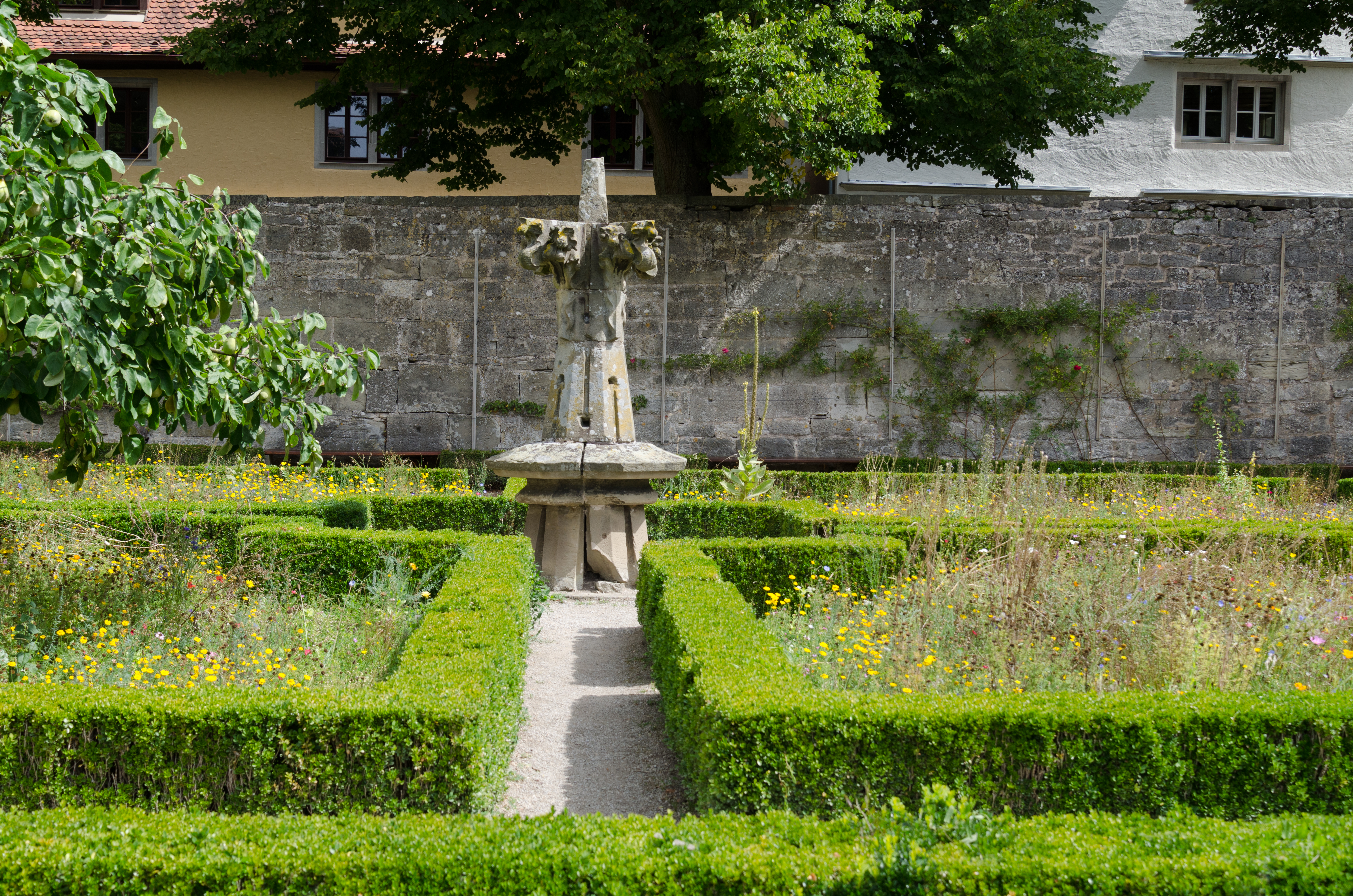
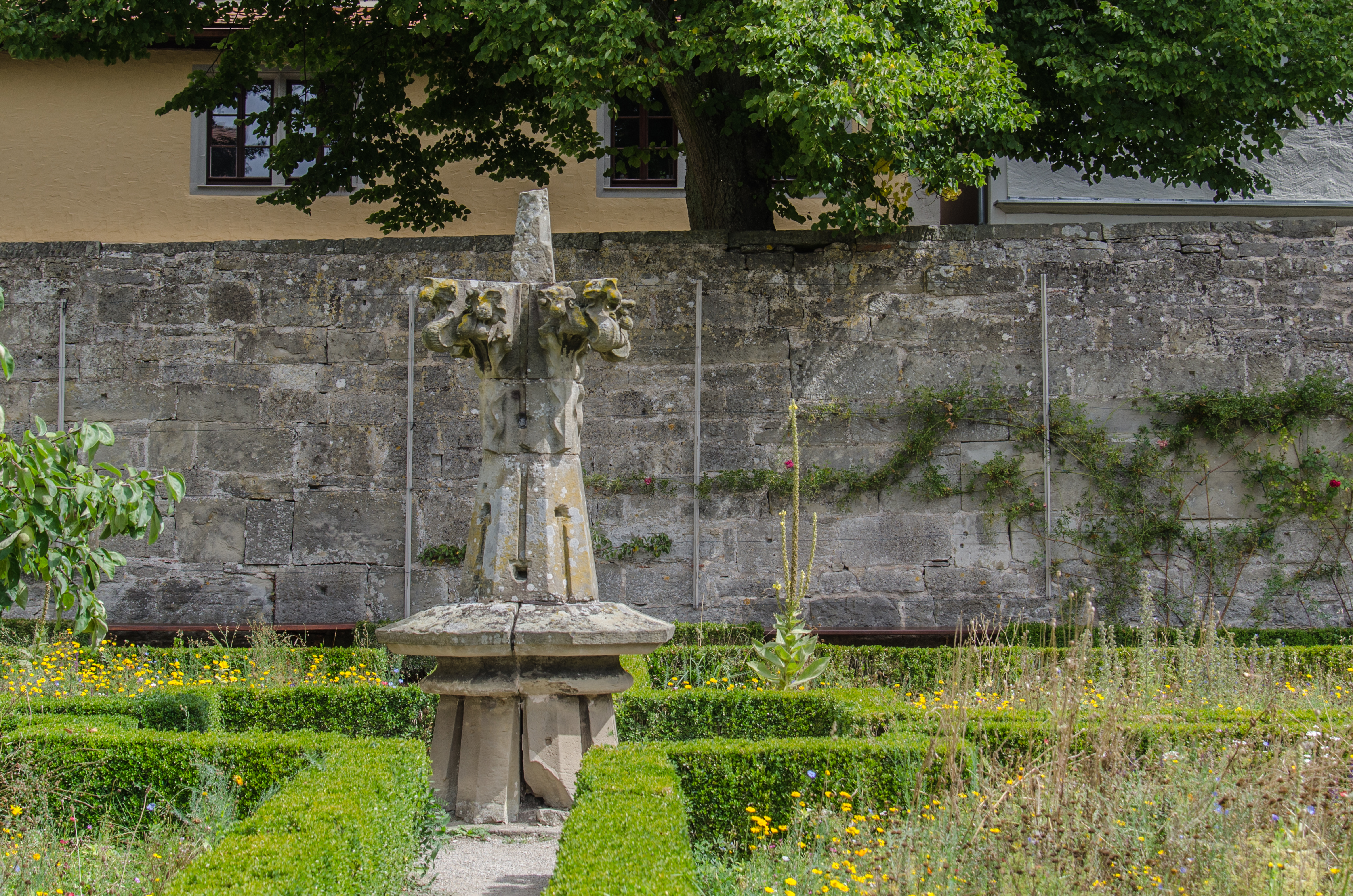
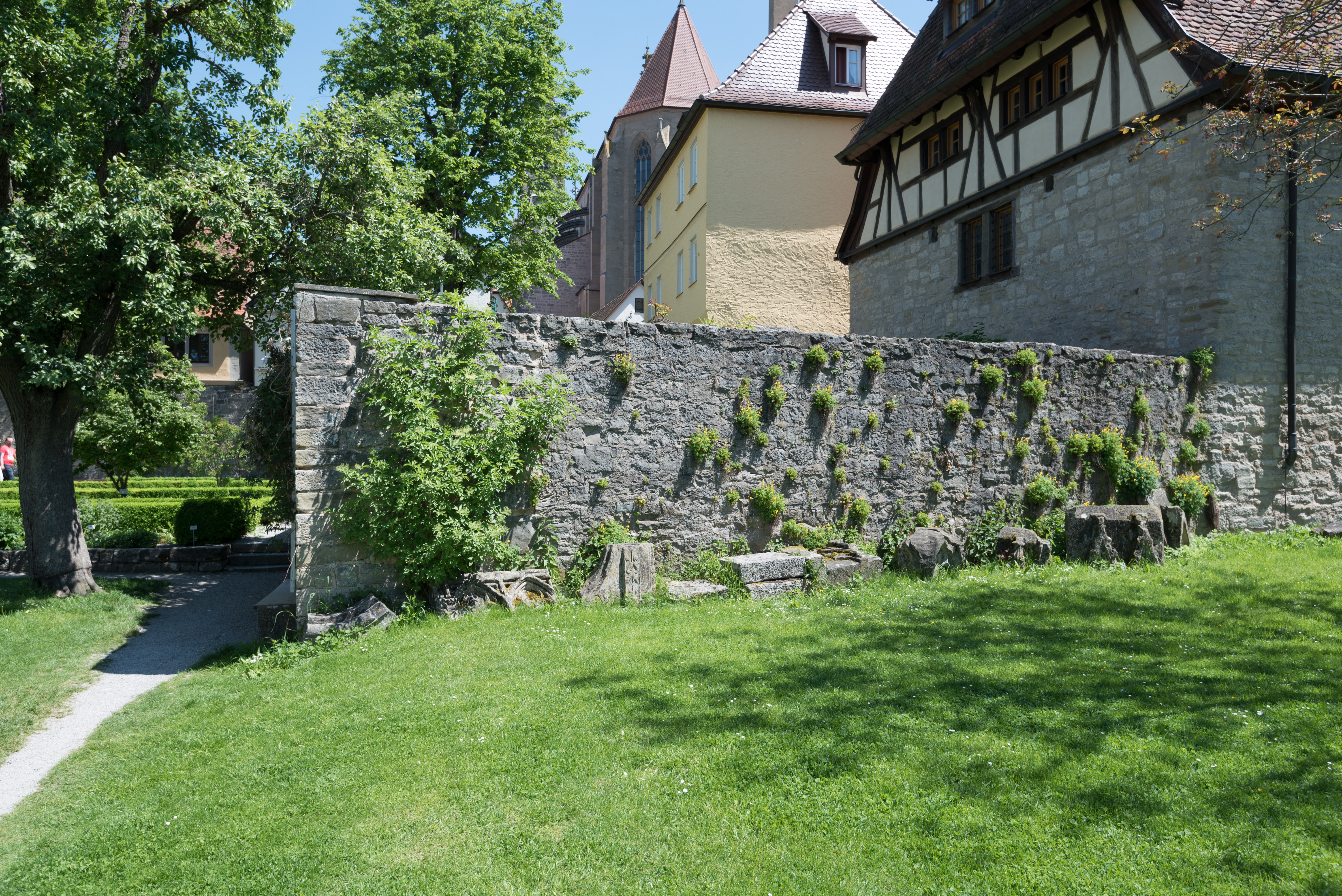
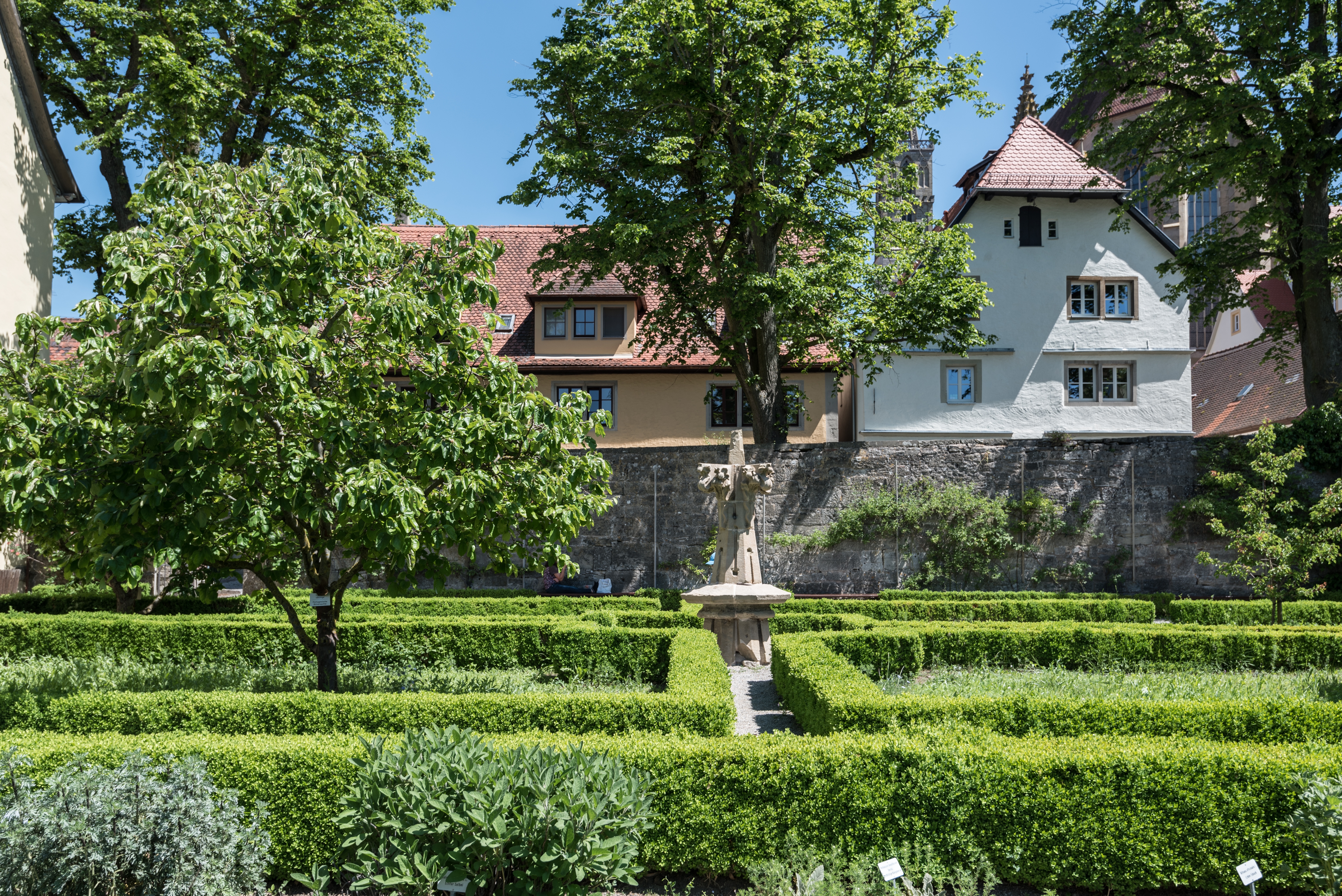
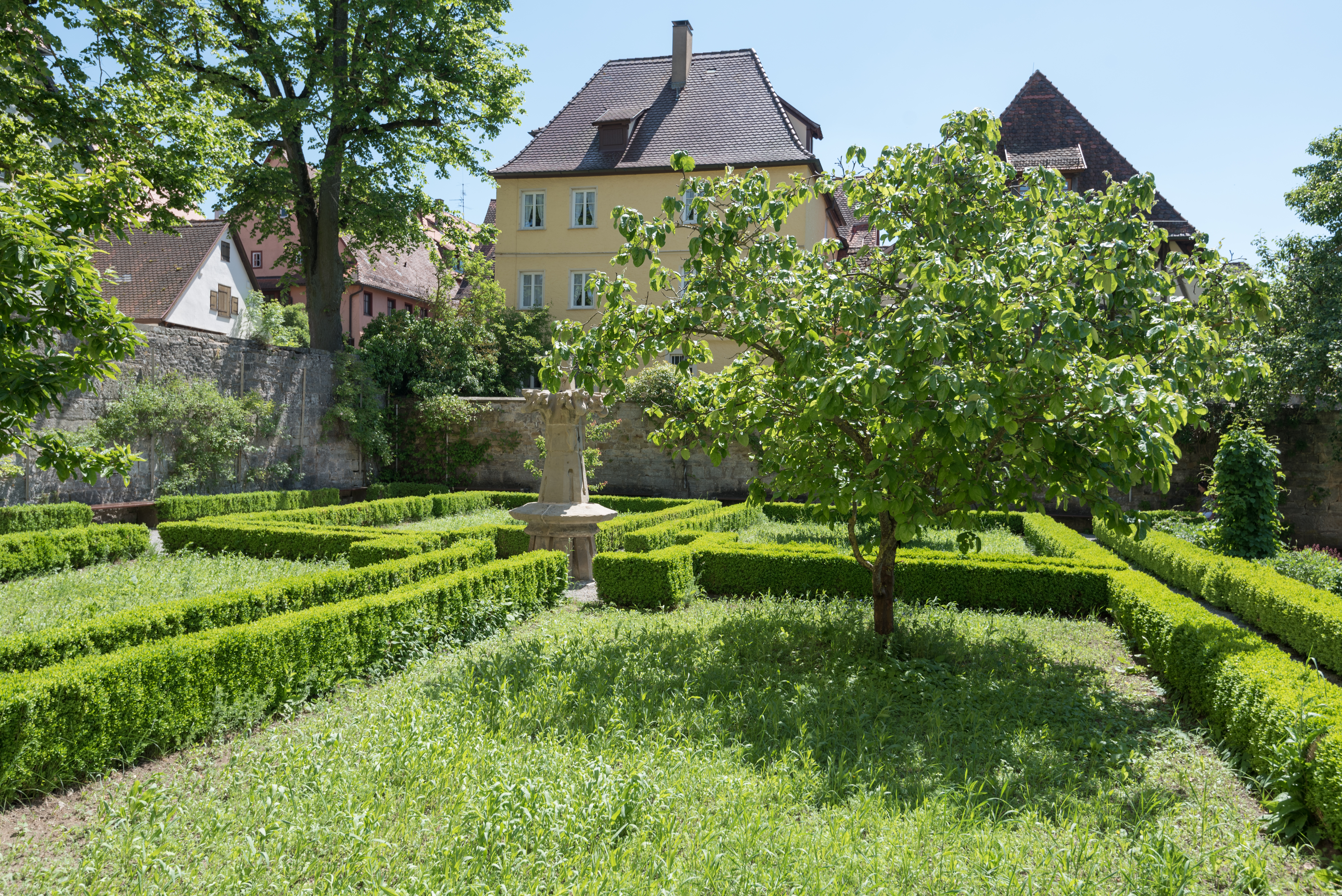

Травяной покров сада активно поддерживают и за ним ухаживают и в наше время. В Монастырском саду растёт около 50 разных травяных растений, все их названия — известны. Монастырские сады расположены рядом с основными городскими историческими достопримечательностями и в летнее время эта территория часто является местом отдыха для туристов со всего мира и местных жителей.
Монастырский сад работает ежедневно с апреля по октябрь с 8 утра до 19 вечера, но иногда время может меняться.